# إنديانابوليس 500 سنة 1967
سباق إنديانا بوليس -500 ميل 1967 أقيم في حلبة إنديانابوليس موتور سبيدواي في 1967 وفاز في السباق أنتوني جوزيف فويت جي آر بمتوسط سرعة 151.207 ميل/س (243 كم/س).
وكان أول المنطلقين ماريو أندريتي بسرعة 168.982 ميل/س (272 كم/س).